# Gegenionenkondensation
Das Phänomen der Gegenionenkondensation wird allgemein von der manningschen Theorie beschrieben, in der angenommen wird, dass Gegenionen auf Polyelektrolyten kondensieren können, bis die Ladungsdichte zwischen benachbarten Monomerladungen entlang der Polyionenkette unter einen bestimmten kritischen Wert gesunken ist. In dem Modell wird die reale Polyionkette durch eine idealisierte Linienladung ersetzt, wobei das Polyion durch einen gleichmäßig geladenen Faden mit einem Radius von Null, einer unendlichen Länge und einer endlichen Ladungsdichte dargestellt wird und angenommen wird, dass die kondensierte Gegenionenschicht im physikalischen Gleichgewicht mit der ionischen Atmosphäre, die das Polyion umgibt, ist. Die nicht kondensierten mobilen Ionen in der Ionenatmosphäre werden in der Debye-Hückel-Näherung behandelt. Das Phänomen der Gegenionenkondensation tritt auf, wenn die dimensionslose Coulomb-Kopplungsstärke
{\displaystyle \Gamma ={\frac {\lambda _{\mathrm {B} }}{l_{\mathrm {Ladung} }}}>1} ist,
wobei {\displaystyle \lambda _{\mathrm {B} }} für die Bjerrum-Länge steht und {\displaystyle l_{\mathrm {Ladung} }} der Abstand zwischen benachbarten geladenen Monomeren ist.
In diesem Fall dominieren die Coulomb-Wechselwirkungen gegenüber den thermischen Wechselwirkungen, und die Gegenionenkondensation wird bevorzugt. Für viele Standardpolyelektrolyte ist dieses Phänomen relevant, da der Abstand zwischen benachbarten Monomerladungen typischerweise zwischen 2 und 3 Å liegt und {\displaystyle \lambda _{\mathrm {B} }\approx 7\,\mathrm {\AA} } in Wasser ist.
Die Manning-Theorie besagt, dass der Anteil {\displaystyle 1-1/\Gamma } an Gegenionen innerhalb des Manningradius {\displaystyle R_{M}} um die Stabladung kondensiert. Im Limes unendlicher Verdünnung divergiert der Manningradius.
Die manningsche Theorie eines geladenen Stabs vernachlässigt die molekularen Details realer Polyionketten, wie zum Beispiel lokale Solvatationseffekte oder atomaren Teilladungsverteilungen

## Kritik
Die Gegenionenkondensation beschreibt ursprünglich nur das Verhalten eines geladenen Stabes. Es konkurriert hier mit der Poisson-Boltzmann-Gleichung, die genauere Ergebnisse liefert als die Gegenionenkondensationstheorien.